# صلیب نظامی (لهستان)
صلیب نظامی (لهستانی: Krzyż Wojskowy) یک نشان نظامی است که به نیروهای مسلح لهستان و همچنین برخی شهروندان غیرنظامی برای اقدامات شایسته‌شان علیه تروریسم یا در مأموریت و انجام وظیفه جهت صلح و ثبات ملی اعطا می‌شود. این نشان، معادل غیر جنگی صلیب شجاعت است.
این مدال از ۱۴ ژوئن ۲۰۰۷ برقرار است و توسط رئیس‌جمهور لهستان اهدا می‌شود.
| نوار روبان صلیب نظامی | نوار روبان صلیب نظامی | نوار روبان صلیب نظامی | نوار روبان صلیب نظامی |
| --------------------- | --------------------- | --------------------- | --------------------- |
| نخستین جایزه          | دومین جایزه           | سومین جایزه           | چهارمین جایزه         |